# Grzegorz Sudoł
Grzegorz Arkadiusz Sudoł (né le 28 août 1978 à Nowa Dęba) est un athlète polonais, spécialiste de la marche.

## Biographie
Aux Jeux Olympiques de 2004 et 2008, il termine respectivement 7e et 9e du 50 km marche. Initialement quatrième du 50 km marche aux championnats du monde de Berlin en 2009, il récupère quelques années plus tard la médaille de bronze à la suite de la disqualification pour dopage du vainqueur russe Sergey Kirdyapkin, obtenant ainsi son meilleur résultat en carrière. 
En 2010, Grzegorz Sudoł réalise 3 h 42 min 24 s, record personnel battu de 10 secondes, lors des Championnats d'Europe de Barcelone pour remporter sa première médaille européenne (en argent), derrière le Français Yohann Diniz.
Après avoir abandonné sur le 50 km aux championnats du monde de Daegu en 2011, il décide de participer au 20 km pour ses troisièmes Jeux Olympiques à Londres en 2012, décrochant une 24e place en 1 h 22 min 40 s.
Cinquième du 50 km marche aux championnats du monde de Moscou en 2013 en battant son record personnel en 3 h 41 min 20 s, il abandonne sur la même distance lors des championnats d'Europe de Zurich en 2014, avant de mettre fin à sa carrière en 2016. 

### Palmarès
| Date | Compétition           | Lieu      | Résultat | Épreuve      | Performance     |
| ---- | --------------------- | --------- | -------- | ------------ | --------------- |
| 2003 | Championnats du monde | Paris     | —        | 50 km marche | DQ              |
| 2004 | Jeux olympiques       | Athènes   | 7e       | 50 km marche | 3 h 49 min 09 s |
| 2005 | Championnats du monde | Helsinki  | —        | 50 km marche | DQ              |
| 2006 | Championnats d'Europe | Göteborg  | 10e      | 50 km marche | 3 h 53 min 33 s |
| 2007 | Championnats du monde | Osaka     | 21e      | 50 km marche | 4 h 07 min 48 s |
| 2008 | Jeux olympiques       | Pékin     | 9e       | 50 km marche | 3 h 47 min 18 s |
| 2009 | Championnats du monde | Berlin    | 3e       | 50 km marche | 3 h 42 min 34 s |
| 2010 | Championnats d'Europe | Barcelone | 2e       | 50 km marche | 3 h 42 min 24 s |
| 2011 | Championnats du monde | Daegu     | —        | 50 km marche | DNF             |
| 2012 | Jeux olympiques       | Athènes   | 24e      | 20 km marche | 1 h 22 min 40 s |
| 2013 | Championnats du monde | Moscou    | 5e       | 50 km marche | 3 h 41 min 20 s |
| 2014 | Championnats d'Europe | Zurich    | —        | 50 km marche | DNF             |

### Records
Ses meilleurs temps sont :
- 20 km marche : 1 h 20 min 46 s à Zaniemsyl, le 20 avril 2013.
- 50 km marche : 3 h 41 min 20 s à Moscou, lors des championnats du monde d'athlétisme le 14 août 2013.